# Panchala nankoshana
Panchala nankoshana är en fjärilsart som beskrevs av Shimonoya och Siuiti Murayama 1976. Panchala nankoshana ingår i släktet Panchala och familjen juvelvingar. Inga underarter finns listade i Catalogue of Life.